# Ismael Dyfan
Ismael Dyfan   (segle XX - 2001), també escrit Ishmael Dyfan o Ishmail Dyfan, és un exfutbolista de Sierra Leone de la dècada de 1970.
Fou internacional amb la selecció de futbol de Sierra Leone.
Pel que fa a clubs, destacà a Africa Sports (Costa d'Ivori) i Arab Contractors (Egipte).